# 凯旋进行曲
《凯旋进行曲》（義大利語：Marcia trionfale）是教皇國國歌、教皇前颂歌，取代了《童貞玛利亚，我們要天主》。它于1857年由奥地利作曲家维克托林·哈尔迈尔作曲。

## 历史
该曲第一次演奏于1857年6月9日夜，是为庆祝教宗庇護七世进入博洛尼亚。这首曲子在首演后就立即流行，教宗拜访意大利其他城市的旅途中，以至教宗在1857年2月11日返回羅馬時都会演奏该曲。為庆祝聖座与意大利王国于1929年2月11日缔结《拉特朗条约》解决罗马归属问题，該曲又在羅馬街頭演奏。
海默尔的进行曲向来有着热闹的风格与华尔兹般的曲调。教宗庇護十二世於1950年圣年用更具宗教气氛的教宗进行曲取代了它作为宗座颂歌。它最后一次正式演奏是在1949年圣诞节前夕。